# 48 Pułk Artylerii Lekkiej
48 pułk artylerii lekkiej (48 pal) – oddział artylerii lekkiej ludowego Wojska Polskiego.

## Charakterystyka
Pułk sformowany został we wsi Różanka na podstawie rozkazu Nr 8 Naczelnego Dowództwa Wojska Polskiego z dnia 20 sierpnia 1944, w składzie 6 Brygady Artylerii Lekkiej. W grudniu 1944, w Różankach, żołnierze pułku złożyli przysięgę.
Pułk walczył w rejonie Słonowic, Pogorzelicy, Trzebiatowa i Skrobowa. Wyróżnił się przy likwidacji przyczółka pod Dąbiem Szczecińskim, w walkach pod Wehrkirch i Särichen. Brał udział w operacji praskiej. Szlak bojowy zakończył pod Bad Schandau.

## Dowódcy pułku
- mjr Wiktor Wiszniewski — do 22 marca 1945
- mjr Iwan Olszanow

## Struktura organizacyjna
- Dowództwo i sztab
- 3 x dywizjon artylerii
  - 2 x bateria artylerii armat
  - 1 x bateria artylerii haubic
- bateria parkowa

żołnierzy – 1093 (oficerów – 150, podoficerów – 299, kanonierów – 644)
sprzęt:
- 76 mm armaty – 24
- 122 mm haubice – 12
- rusznice przeciwpancerne – 12
- samochody – 108
- ciągniki – 24

|  |  |

## Marsze i działania bojowe
|  |  |  |  |  |